# شومة
الشومة (الجمع: شُومَات) وهو خشب صَلْد يستعمل في صنع مقابضَ أيدي العدد والآلات، والشومة أيضًا عبارة عن عصا غليظة من الخشب يستخدمها المزارعون والرُّعاة في عدة امور كتسيير البهائم، وهش الدواب، والتوكأ عليها، وللدفاع عن النفس من الحيوانات المفترسة؛ وكما تستعمل أيضًا لأغراض ومأرب أخرى.